# Au nom d'Anna
Pour plus de détails, voir Fiche technique et Distribution.
Au nom d'Anna (Keeping the Faith) est un film américain réalisé par Edward Norton, sorti en 2000.
Le film est dédié à la défunte mère du réalisateur, Robin Norton.

## Synopsis
Dans un bar de New York, un prêtre catholique ivre, Brian Finn, raconte au barman l’histoire du triangle amoureux en cours entre lui, son meilleur ami Jake Schram, un rabbin juif, et leur amie d’enfance, Anna Reilly.
Dévoué à sa vocation de prêtre depuis son enfance, Brian partage les responsabilités de sa paroisse avec le père Havel, un prêtre âgé. Jake, inséparable de Brian depuis leur jeunesse, est le plus jeune rabbin de sa synagogue ; il se consacre entièrement à son travail, au détriment de sa vie amoureuse, ce qui désespère sa mère, Ruth. Ensemble, Brian et Jake cherchent à moderniser, bien que de manière controversée, les services religieux ; ils projettent d'ouvrir un centre communautaire interconfessionnel proposant du karaoké. Tous deux se remémorent leur amie d'enfance Anna, avec qui ils étaient très proches avant que sa famille ne déménage en Californie, ce qui les a fait perdre contact.
Seize ans plus tard, Anna revient à New York pour le travail, et le trio ravive son amitié. Anna et Jake commencent à avoir des relations sexuelles occasionnelles. À mesure que des sentiments amoureux naissent entre eux, leur relation se complique : Anna n'est pas juive, et Brian, de son côté, ressent lui aussi des sentiments pour elle, provoquant un profond conflit intérieur. Déchiré entre son amour pour Anna et ses vœux religieux, Brian envisage sérieusement de quitter la prêtrise pour vivre une histoire d'amour avec elle.
Lors d'un dîner, Ruth révèle à Anna qu'elle est au courant de sa relation secrète avec Jake. Plus tard dans la soirée, Jake et Anna se disputent au sujet des complications religieuses de leur relation et se séparent. Anna appelle Brian pour trouver du réconfort ; Brian accourt à son chevet et interprète ses propos confus comme une déclaration d'amour. Il l'embrasse et lui avoue ses sentiments, mais Anna le repousse, révélant qu’elle est amoureuse de Jake et qu'ils se voyaient en secret. Humilié et rejeté, Brian passe la nuit à boire dans les rues. Le lendemain matin, il fait irruption dans la synagogue de Jake pendant une réception suivant une bar-mitsvah, ce qui provoque une altercation au cours de laquelle Brian frappe Jake. Brian se réfugie ensuite dans un bar et raconte son histoire au barman, qui lui donne des conseils pour arranger la situation. Sous la direction du père Havel, Brian décide finalement de réaffirmer ses vœux.
À l’approche de l’inauguration du centre communautaire, Brian se réconcilie avec Jake et Anna. Il encourage Jake à suivre son cœur et à avouer ses sentiments à Anna avant qu’elle ne reparte en Californie. Lors de la fête d’adieu d’Anna, Jake intervient et remet les choses en ordre. Ce soir-là, Jake et Anna surprennent Brian au centre communautaire. Anna lui révèle qu’elle avait commencé des cours de conversion au judaïsme pour Jake. Leur relation officiellement relancée, le trio prend une photo pour célébrer l'événement.

## Fiche technique
- Titre français et québecois : Au nom d'Anna
- Titre original : Keeping the Faith
- Réalisation : Edward Norton
- Scénario : Stuart Blumberg
- Photographie : Anastas N. Michos (de)
- Montage : Malcolm Campbell
- Musique : Elmer Bernstein
- Costumes : Michael Kaplan
- Décors : Wynn Thomas, Leslie E. Rollins
- Casting : Avy Kaufman
- Direction artistique : Chris Shriver
- Producteurs : Stuart Blumberg, Edward Norton et Hawk Koch (en)
- Société de production : Touchstone Pictures et Spyglass Entertainment
- Société de distribution : Buena Vista Pictures Distribution (États-Unis), Spyglass Entertainment (International)
- Pays d'origine :  États-Unis
- Langues : anglais, hébreu, espagnol
- Format : couleur (Technicolor) – 1,85:1 - son DTS, SDDS et Dolby Digital
- Genre : Comédie romantique
- Durée : 128 minutes
- Dates de sortie :
  - États-Unis : 5 avril 2000
  - France : 11 octobre 2000

## Distribution
- Ben Stiller (VF : Maurice Decoster ; VQ : Alain Zouvi) : le rabbin Jacob "Jake" Schram
- Jenna Elfman (VF : Juliette Degenne ; VQ : Natalie Hamel Roy) : Anna Reilly
- Edward Norton (VF : Damien Boisseau ; VQ : Antoine Durand) : le père Brian Finn
- Anne Bancroft (VF : Évelyn Séléna ; VQ : Élisabeth Chouvalidzé) : Ruth Schram
- Eli Wallach (VF : Jean Lescot ; VQ : Hubert Fielden) : rabbin Ben Lewis
- Ron Rifkin (VQ : Mario Desmarais) : Larry Friedman
- Miloš Forman (VQ : François L'Écuyer) : père Havel
- Holland Taylor (VQ : Anne Caron) : Bonnie Rose
- Lisa Edelstein (VF : Danièle Hazan ; VQ : Dominique Quesnel) : Ali Decker
- Rena Sofer (VF : Sybille Tureau ; VQ : Anne Dorval) : Rachel Rose
- Ken Leung (VQ : Jacques Lavallée) : Don
- Brian George (VQ : Jean-Marie Moncelet) : le barman, Paulie Chopra
- Catherine Lloyd Burns (VF : Ninou Fratellini ; VQ : Isabelle Leyrolles) : Debbie
- Susie Essman (VQ : Johanne Garneau) : Ellen Friedman
- Stuart Blumberg (VQ : Hugolin Chevrette-Landesque) : Len

## Réception
Keeping the Faith a reçu des critiques globalement positives. Sur Rotten Tomatoes, il détient un score de 69 %, basé sur 117 critiques de films, avec une note moyenne de 6,23/10. Le consensus indique : « Une comédie dramatique présentant un triangle amoureux inhabituel, Keeping the Faith offre un regard perspicace sur la manière dont la religion influence notre vie quotidienne. » Metacritic attribue au film une note de 60 sur 100, basée sur 31 critiques, indiquant des avis « mitigés ou moyens ». Le critique de cinéma du New York Times, Elvis Mitchell, a déclaré que le film « s'efforce beaucoup d'être une comédie romantique moderne sur l'engagement et, eh bien, la foi, mais n'atteint pas tout à fait son objectif... il est compétent, mais semble s'empresser de résoudre les complications aussi rapidement qu'une publicité traite de l'acné. » Dans Variety, Emanuel Levy (en) a salué le jeu d'acteur de Stiller et a déclaré que « Keeping the Faith est sans doute le film romantique le plus accompli de son époque ».

### Box-office
Le film a débuté à la 3ᵉ place du box-office américain, rapportant 8 078 671 dollars lors de son premier week-end d'exploitation, derrière 28 Days et L'Enfer du devoir. Le film a finalement rapporté 37 047 880 dollars en Amérique du Nord et 22 897 303 dollars dans d'autres territoires, pour un total mondial de 59 945 183 dollars.